# Joan Kenley
Joan Kenley, PhD est une animatrice de radio, journaliste et psychologue américaine. Elle est principalement connue pour être la voix de nombreux systèmes de messagerie vocale.

## Radio
En février 2006, Dr Joan Kenley commence à produire son émission de radio Talking Matters pour la chaîne KXRA.

## Voix
Sa voix reconnaissable lui a permis de devenir la voix des répondeurs et autres systèmes de messagerie vocale notamment pour Nortel, Pacific Bell, Verizon Communications et Sprint Nextel. Sa célébrité dans ce domaine lui a permis de faire partie du casting de la série Les Simpson à trois reprises afin d'être la voix au téléphone. Elle a aussi prêté sa voix à deux nombreuses publicités télévisuelles ou radiophoniques comprenant celles pour Pillsbury Company, Isuzu, Macy's et la Bank of America. 

## Auteure
Son livre Voice Power-A Break Through Method to Enhance Your Speaking Voice, édité par Henry Holt & Company en 1989, détaille sa méthodologie pour améliorer sa voix et sa vie professionnelle et personnelle. Avant de travailler en tant que psychologue et professionnelle de la santé, Joan Kenley, fait des recherches sur les aspects de guérison psychologique que peut engendrer le fait de travailler sa façon de parler. Son livre propose une méthode qui permet d'améliorer le son de sa voix à travers divers exercices holistiques.
En 1999 elle publie un deuxième livre aux éditions Newmarket Press, Whose Body Is It Anyway ? - Smart Alternative and Traditionnal Health Choices for Your Total Well-Being. Elle écrit ce livre après une recherche presque fatale pour résoudre ses propres problèmes de santé. Elle écrit sur les problèmes de santé féminins : l'ostéoporose, les maladies cardiaques, le cancer et la maladie d'Alzheimer, ainsi que sur les mythes et les désinformations à propos des fibromes, de l'hystérectomie, du vieillissement et de la thérapie de remplacement d'hormone. Le livre traite également des questions de l'identité des femmes, des questions alimentaires et de la façon d'adopter une position éclairée sur la santé.